# Japan Cup 2016
La Japan Cup fue un torneo de Street Fighter V celebrado en el Tokyo Game Show 2016 el 17 de septiembre de 2016. Como Evento Premier del Capcom Pro Tour, el ganador del evento se clasificó automáticamente para la Capcom Cup 2016. El torneo fue ganado por GamerBee, quien derrotó a Poongko en la final.

## Antecedentes
El Tokyo Game Show ha sido una importante convención de juegos celebrada en Tokio desde 1996. El Tokyo Game Show se convirtió en parte del Capcom Pro Tour desde su inicio en 2014. Los torneos de Street Fighter celebrados en el evento fueron patrocinados tradicionalmente por Mad Catz, pero debido debido a problemas financieros significativos, perdiendo más de $ 4.3 millones de abril a diciembre de 2015, Mad Catz se vio obligada a abandonar su patrocinio del evento de 2016. La compañía también abandonó su acuerdo de patrocinio con dos jugadores de Street Fighter: Taniguchi "Tokido" Hajime y Hayashi "Mago" Kenryo. Capcom confirmó que el torneo se celebraría según lo programado independientemente. La Japan Cup fue uno de los tres torneos de esports que se celebraron en el Tokyo Game Show el 17 de septiembre.
A diferencia de las instancias anteriores del torneo, la Copa Japón contó con un grupo abierto de 256 jugadores. Sin embargo, el torneo tuvo una gran cantidad inesperada de inscritos, con más de 100 personas inscribiéndose para competir dentro de una hora después de que se abrieran las inscripciones. Unas horas después, los organizadores de la Copa Japón anunciaron que se vieron obligados a realizar una lotería para ver quién competiría. En ese momento, la organización del torneo le dijo a Yahoo Esports que no habría un trato preferencial para ningún jugador. Tokido, Fuudo, Yusuke Momochi e Infiltration, que ya se habían clasificado para la Copa Capcom, estuvieron ausentes del torneo. De todos modos, asistieron muchos jugadores establecidos con posiciones fuertes en la clasificación del Capcom Pro Tour, como Kun Xian Ho, Daigo Umehara y Justin Wong.

## Resumen del torneo
El Daily Dot informó después del primer día del torneo que los jugadores japoneses como Go1, Eita y Kazunoko estaban jugando bien, logrando superar sus respectivos grupos, mientras que los jugadores estadounidenses como alucarD y Gootecks no pudieron hacerlo. Sin embargo, el jugador taiwanés GamerBee se enfrentó al jugador surcoreano Poongko en la final. GamerBee derrotó a su oponente y ganó la Copa de Japón jugando un Necalli altamente defensivo. Timothy Lee de ESPN señaló que el torneo "solidificó" la lista de niveles de Street Fighter V, con Cammy, Ken, Chun-Li y Karin como selecciones populares en el top 8.

## Resultados
| Sitio | Jugador            | Alias              | Personaje(s) |
| ----- | ------------------ | ------------------ | ------------ |
| 1°    | Bruce Hsiang       | ZW \| GamerBee     | Necalli      |
| 2°    | Chung-gon Lee      | Secreto \| Poongko | Cammy        |
| 3     | Ryota Inoue        | GGP \| Kazunoko    | Cammy        |
| 4°    | Bandera de Japón   | Rinta              | Conocer      |
| 5°    | Joe Egami          | MOV                | Chun Li      |
| 5°    | Kenryo Hayashi     | Mago               | Karin        |
| 7°    | Kanamori Tsunehori | Gachikun           | Rashid       |
| 7°    | Hiroyuki Nagata    | HM \| Eita         | Conocer      |
| 9°    | Bandera de Japón   | Cojiro             | Chun Li      |
| 9°    | Ryota Takeuchi     | John Takeuchi      | Rashid       |
| 9°    | Naoto Sako         | HORI \| Sako       | Chun Li      |
| 9°    | Hikari Nishikawa   | Hikarin            | Necalli      |
| 13°   | [ Takuto Sato      | BegetaminB         | Chun Li      |
| 13°   | Goichi Kishida     | HM \| Go1          | Chun Li      |
| 13°   | Bandera de Japón   | Kitipaamu          | Zangief      |
| 13°   | Bandera de Japón   | Nauman             | Conocer      |